# تأثیرات خالکوبی بر سلامتی

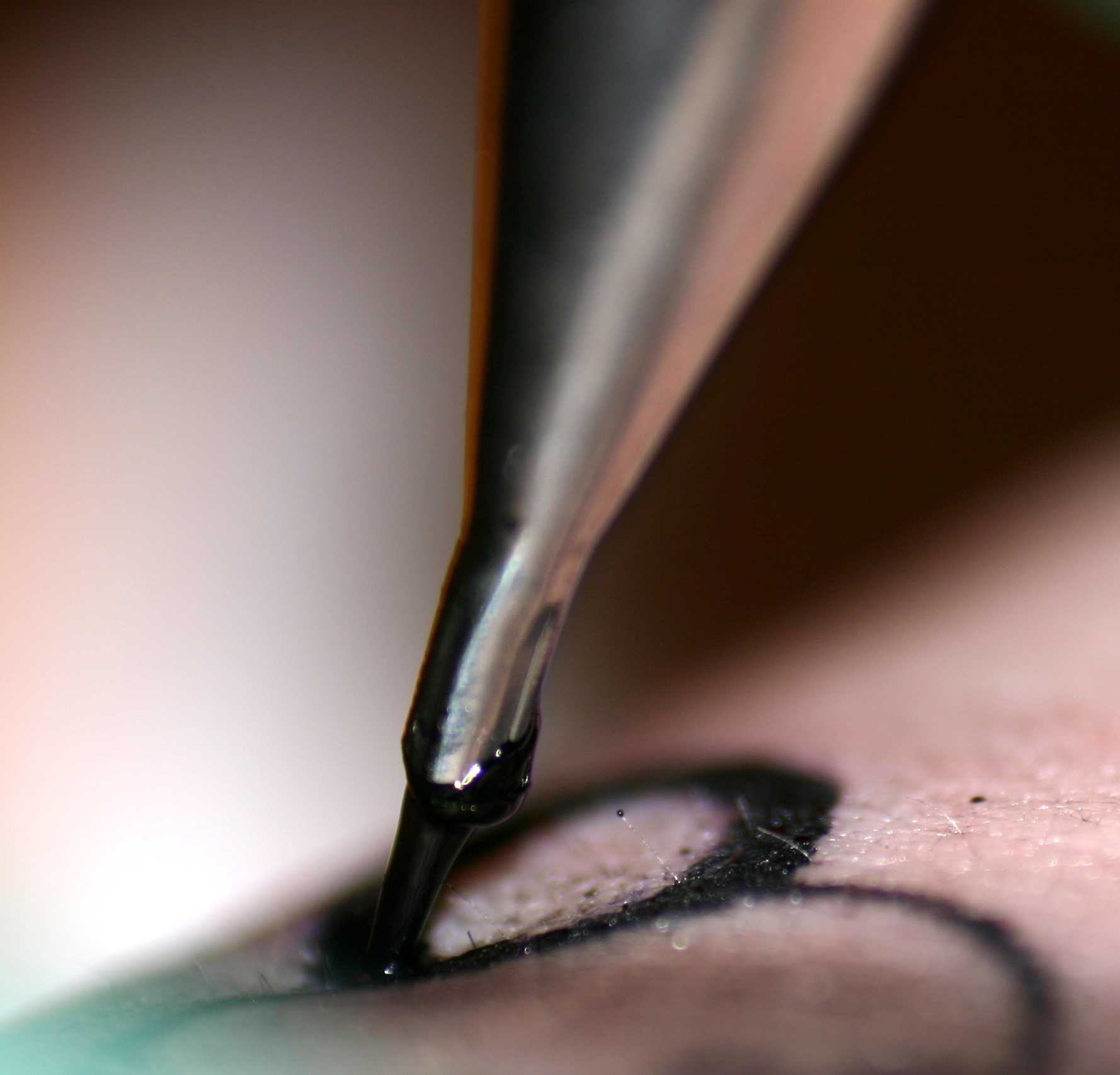
سوزن‌های خالکوبی با گذشت از روپوست به پوست حقیقی نفوذ می‌کنند و رنگدانه‌ها را در این لایه از پوست قرار می‌دهند. نفوذ مکرر سوزن‌ها سبب ایجاد التهاب در بخش‌های عمیق پوست می‌شود. اگر پوست و تجهیزات خالکوبی ضدعفونی نباشند، خطر عفونت وجود دارد. در برخی از افراد جوهر خالکوبی سبب بروز واکنش‌های آلرژیک و التهاب شدید می‌شود.

خالکوبی می‌تواند تأثیرات مختلفی بر سلامت انسان داشته باشد. از آنجایی که در خالکوبی شکستن و نفوذ به موانع و منافذ پوستی بایسته‌است، طبعاً می‌تواند یک سلسله خطرات به دنبال داشته باشد؛ از جمله عفونت‌ها و واکنش‌های آلرژیک. عمدتاً خالکوب‌های مدرن با رعایت اقدامات احتیاطی عمومی، کار با سوزن‌های یکبار مصرف و استفاده از دستگاه‌های استریلیزاسیون پس از هر بار خالکوبی، چنین خطراتی را کاهش می‌دهند. بسیاری از حوزه‌های قضایی به خالکوب‌هایی نیاز دارند تا دوره‌های آموزشی، پاتوژن خون را به صورت دوره‌ای انجام دهند؛ مانند مواردی که از طریق نهضت بین‌المللی صلیب سرخ و هلال احمر و اداره ایمنی و بهداشت حرفه‌ای ایالات متحده ارائه می‌شوند.
متخصصین پوست، عوارض جانبی نادر اما شدید پزشکی‌ای را از رنگدانه‌های خالکوبی شده در بدن مشاهده کرده‌اند و البته خاطر نشان می‌کنند که عمدتاً افرادی که خالکوبی می‌کنند، به ندرت خطراتی را که ممکن است برای سلامتیشان پیش آید را نسبت به دوران قبل از انجام خالکوبی، مورد ارزیابی می‌دهند. بعضی از پزشکان قوانین سخت گیرانه‌تری را در مورد رنگدانه‌های مورد استفاده در جوهرهای خالکوبی توصیه می‌کنند. طیف گسترده‌ای از رنگدانه‌هایی که در حال حاضر در جوهرهای خالکوبی استفاده می‌شوند ممکن است مشکلات بهداشتی پیش‌بینی نشده‌ای ایجاد کند.

## عفونت
از آنجاییکه ابزارهای خالکوبی در تماس مستقیم با خون و ترشحات بدنی قرار دارند، اگر این ابزارها بدون استریل شدن برای بیش از یک نفر استفاده شوند، ممکن است سبب انتقال بیماری‌ها شوند. به هر روی اینگونه عفونت‌ها، در استودیوهای خال کوبی تمیز و مدرن که با استفاده از سوزن‌های تک کاربره انجام می‌شوند کمیاب است. در حالیکه در انجام خالکوبی‌هایی غیرحرفه ای، مانند خالکوبی‌هایی که در زندان‌ها انجام می‌شوند، خطر ابتلا به عفونت وجود دارد. برای مقابله با این مشکل، در تابستان سال ۲۰۰۵، برنامه ای برای تاتو کردن قانونی در زندان‌ها در کانادا ارائه شد که کاهش خطرات بهداشتی خال کوبی و نیز ارائه مهارت‌های شغلی به زندانیان را فراهم می‌آورد.

## حساسیت به جوهر
احتمالاً به علت مکانیسمی که سیستم ایمنی پوست کیسه‌های رنگدانه را در بافت فیبرهای جابه‌جا می‌کند، جوهر خالکوبی به عنوان «بافتی قابل توجه غیرفعال» تلقی شود. به هر حال، برخی از واکنش‌های آلرژیک پزشکی مستند وجود دارند. هیچ تخمینی از بروز کلی واکنش‌های آلرژیک به رنگدانه‌های تاتو وجود ندارد. آلرژی به لاتکس، ظاهراً شایع تر از آلرژی به جوهر است. بسیاری از خالکوب‌ها در صورت درخواست از دستکش‌های غیر لاتکس استفاده خواهند کرد.

## عوارض در ام‌آرآی
تاکنون چند مورد سوختگی خالکوبی ناشی از اسکن MRI گزارش شده‌است. عوارض عمدتاً در طرح‌هایی که حاوی مناطق وسیعی از جوهر سیاه هستند، رخ می‌دهند؛ چراکه رنگ سیاه معمولاً اکسید آهن دارد؛ اسکنر MRI باعث می‌شود که آهن به وسیله القاء جریان الکتریکی یا هیسترزیس داغ شود. سوختگی می‌تواند در خالکوبی‌هایی کوچکتر مانند «آرایش‌هایی دائمی» نیز رخ دهد اما کمیاب است. البته رنگدانه‌های غیر آهنی نیز در طی یک MRI می‌توانند باعث سوختگی شوند.  باید تأکید کرد که سوختگی‌های ناشی خال کوبی نادرند، بنابراین صرف داشتن خال کوبی، استفاده از اسکن MRI منع نمی‌شود.

## شرایط پوستی

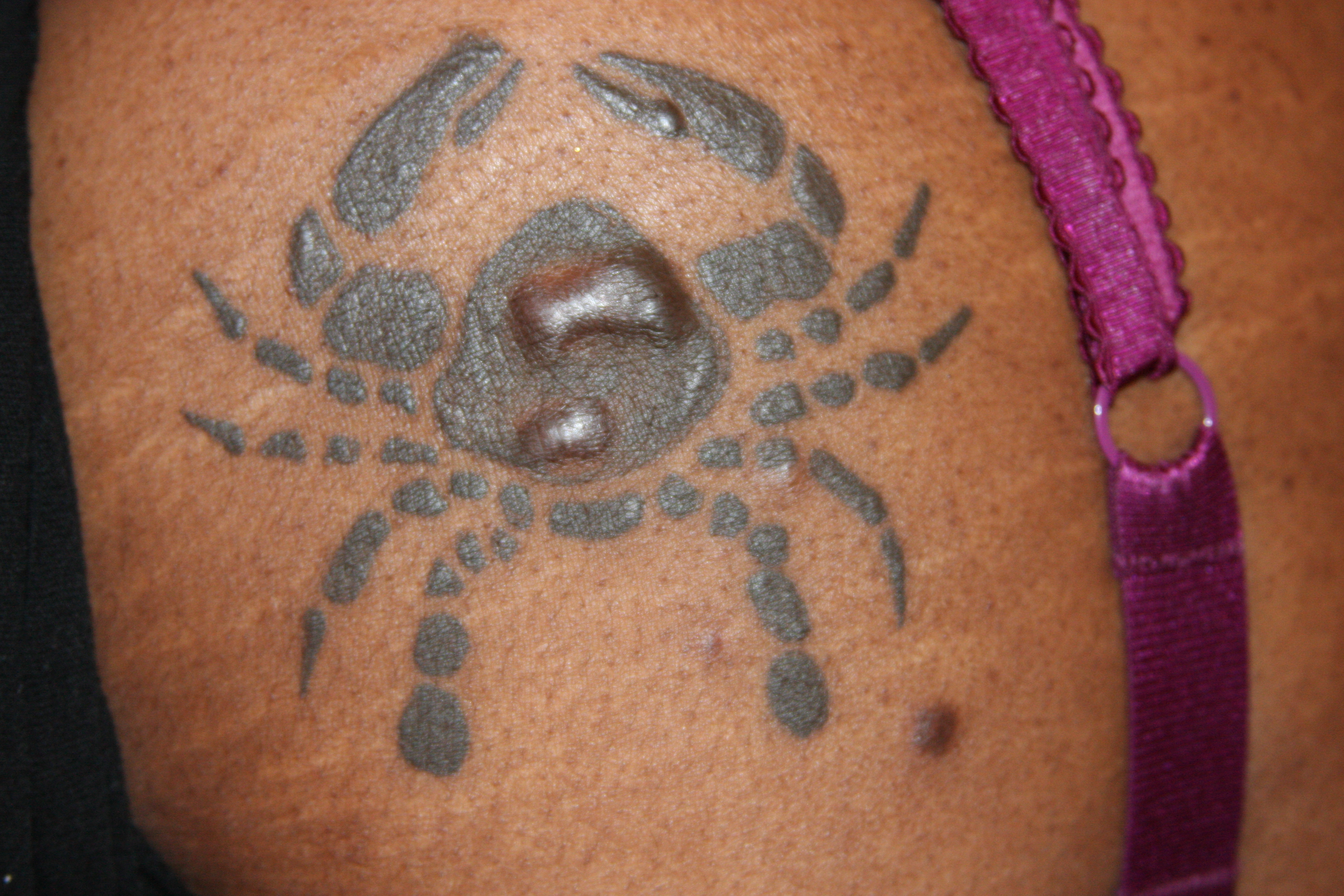
شکل‌گیری کلوئید در محل خالکوبی.

شایع‌ترین واکنش‌های پوستی به رنگدانه‌های خالکوبی شامل گرانولوم‌ها و بیماری‌های مختلف لیکنوئید هستند. سایر عوارض یادشده شامل درماتیت سیمان، رسوبات کلاژن، لوپوس اریتماتوئید دیویدئوس، فوران اگزاماتوز، هیپرکراتوز و پاراکراتوز هستند و نیز فزون‌گوشتی نیز دیده شده‌است.

## سایر عوارض جانبی
سایر عوارض جانبی مستند ناشی از رنگدانه‌های خالکوبی شامل کارسینوما، هیپرپلازی، تومورها و واسکولیت‌ها بوده‌اند. همچنین ممکن است کراتواکانتوما نیز رخ دهد، که باعث می‌شود برداشتن منطقه آسیب دیده اجباری شود. خالکوبی کره چشم نیز دارای خطرات منحصر به فرد خود است.